# Заборжи (Чешке Будјејовице)
Заборжи (чеш. Záboří) је насељено мјесто са административним статусом сеоске општине (чеш. obec) у округу Чешке Будјејовице, у Јужночешком крају, Чешка Република.

## Становништво
Према подацима о броју становника из 2014. године насеље је имало 360 становника.